# رینو پلوتن
رینو پلوتن (انگلیسی: Reino Poutanen؛ ۲۱ فوریه ۱۹۲۸ – ۱۴ آوریل ۲۰۰۷) قایقران روئینگ اهل فنلاند بود.
وی در مسابقات کشوری و بین‌المللی در مجموع برندهٔ ۱ مدال طلا، ۲ مدال برنز شده‌است.